# OSEK
OSEK源于德语Offene Systeme und deren Schnittstellen für die Elektronik im Kraftfahrzeug，意思是“用于机动车辆电子设备的开放系统及其接口”，它是一个标准，用来产生嵌入式操作系统的规范，通讯协议栈，和汽车网络管理协议，也产生其他相关的规范。OSEK被设计来提供整车的各种电子控制单元的软件标准架构。
OSEK成立于1993，由一个德国的汽车公司联盟（宝马，博世，克莱斯勒，欧宝，西门子和大众）和卡尔斯鲁厄大学。1994年，法国的一个类似的项目VDX（Vehicle Distributed eXecutive），由雷诺和标致汽车发起，也加入到这个联盟来。从此，正式名称为OSEK/VDX。OSEK是一个开放标准，由汽车工业的联盟来发布。OSEK的一部分被标准化为ISO 17356。

## 主要功能

### 实现
Arctic Core（页面存档备份，存于）是一个双认证的AUTOSAR实现和OSEK实现。